# Salticus palpalis
Salticus palpalis är en spindelart som först beskrevs av Banks 1904.  Salticus palpalis ingår i släktet Salticus och familjen hoppspindlar. Inga underarter finns listade i Catalogue of Life.